# Zdzisław Bau
Zdzisław Bau (ur. 6 stycznia 1912 w Krakowie, zm. 3 lutego 1991 w Nowym Jorku) – dziennikarz, korespondent wojenny i poliglota.

## Życiorys
Od 1926 uczył się w szkole średniej w Szwajcarii, następnie studiował na uniwersytetach w Zurychu i w Bernie. Po powrocie do Polski pracował w „Expresie Porannym” i „Kurierze Czerwonym”.
25 października 1939 r. podczas próby przekroczenia granicy węgierskiej został aresztowany przez władze sowieckie. Przebywał w więzieniach w Rafajłowej, Nadwórnej, Stanisławowie, Lwowie i Mikołajowie. Następnie został skazany na karę pięciu lat łagru, którą odbywał w gułagu Sorokłagier nad Morzem Białym. W 1941 został zwolniony na mocy tzw. „amnestii” i wstąpił do Armii Andersa. Służył w Wojskowym Biurze Prasy i Oświaty przy Sztabie Polskich Sił Zbrojnych. Delegowany do pisma PSZ „Orzeł Biały”, faktycznie kierował jego pracami (pierwszy numer ukazał się z datą 7 grudnia 1941). Redagował to pismo kolejno w Buzułuku, w Jangi Julu i w Bagdadzie. We wrześniu 1943 rozpoczął pracę w piśmie „Dziennik Żołnierza APW” w Tel-Awiwie, ale wkrótce został mianowany korespondentem wojennym kwatery prasowej Naczelnego Wodza, Polskiej Agencji Telegraficznej i Polskiego Radia w Londynie. Uczestniczył w tym charakterze w kampanii włoskiej (m.in. pod Monte Cassino i w Bolonii), inwazji alianckiej w południowej Francji, desancie brytyjskim w Grecji i na Krecie.
Po zakończeniu działań wojennych wydawał w Rzymie „Życie Tygodnia” (z Ignacym Kleszczyńskim). W 1947 wyemigrował do Argentyny gdzie wspólnie z red. Romanem Dąbrowskim (Marek Romański) redagował „Listy z Europy i Polski”, a następnie został redaktorem hiszpańskojęzycznego tygodnika „El Hogar”, w którym prowadził rubryki „Wszystkie drogi prowadzą do Buenos Aires” (Todos los caminos conducen a Buenos Aires) oraz „Świat dyplomatów” (El Mundo de la Diplomacia). Współpracował także z dziennikiem „Clarin” oraz periodykiem Stowarzyszenia Polskich Kombatantów. Od 1951 do 1963 współpracował z United States Information Service przy Ambasadzie USA jako redaktor „Informaciones”.
W 1963 wyjechał do USA i pracował w Foreign News Service (założonym przez Bolesława Wierzbiańskiego), jako redaktor działu południowoamerykańskiego. Współpracował z Rozgłośnią Polską Radia Wolna Europa i Głosem Ameryki. Od 1971 do 1980 był felietonistą „Nowego Dziennika” (podpisywał się „BOB” i „Zek”). Był też korespondentem prasy argentyńskiej, m.in. „El Economista” i „El Hogar”, a także wiceprezesem Foreign Press Association w Nowym Jorku (od 1968).
Był żonaty z Zaremą, z d. Lebiedź.